# Guerrilla Games
Guerrilla Games — нидерландская компания, специализирующаяся на разработке компьютерных игр. Основана в 2000 году Арьяном Брюсси, Арнаутом Ван Дер Кампом и Михелем Молем, как результат слияния между тремя небольшими студиями — Digital Infinity, Lost Boys и Orange Games. На данный момент Guerrilla имеет огромную репутацию среди ведущих разработчиков игр Европы и базируется в самом сердце Амстердама в совершенно новой студии, близ Рембрандт-Сквер, в которой больше чем 270 человек со всех континентов мира.

## История
В 2005 году после успешного выхода игры Killzone для консоли PlayStation 2, студия Guerilla Games была приобретена Sony Computer Entertainment для разработки эксклюзивных игр для консолей компании.
17 августа 2010 года руководитель студии Guerrilla Games Герман Хульст объявил, что компания работает над ещё одним проектом, который так же, как и все последние игры студии, будет являться эксклюзивом для консоли PlayStation 3, но никак не связан с серией игр Killzone. Никаких дополнительных подробностей сообщено не было.
20 февраля 2013 года, в ходе мероприятия PlayStation Meeting 2013, на котором Sony анонсировала PlayStation 4, представитель Guerrilla Games анонсировал эксклюзивную для новой приставки игру Killzone: Shadow Fall.
Дальнейшая деятельность студии Guerilla Games строится вокруг её новой серии — Horizon. Были выпущены две основные игры франшизы: Horizon Zero Dawn и Horizon Forbidden West. Обе построены на движке Decima, который был впервые представлен в Killzone: Shadow Fall. Кроме того, во вселенной Horizon разработаны и изданы: VR-игра Horizon Call of the Mountain, созданная в сотрудничестве со студией Firesprite, обновлённая версия первой части — Horizon Zero Dawn Remastered, разработанная студией Nixxes Software, а также Lego Horizon Adventures, созданная совместно с Studio Gobo.
Кроме работы над собственной франшизой, Guerilla Games также участвовала в разработке Death Stranding.

## Список игр

### Lost Boys Games
| Год  | Название             | Платформа        |
| ---- | -------------------- | ---------------- |
| 2001 | Dizzy's Candy Quest  | Game Boy Color   |
| 2002 | Rhino Rumble         | Game Boy Color   |
| 2002 | Black Belt Challenge | Game Boy Advance |
| 2002 | Invader              | Game Boy Advance |

### Guerrilla Games[13]
| Год  | Название                        | Платформа(ы)                                                               | Примечания                                      |
| ---- | ------------------------------- | -------------------------------------------------------------------------- | ----------------------------------------------- |
| 2004 | Shellshock: Nam '67             | Windows, PlayStation 2, Xbox                                               |                                                 |
| 2004 | Killzone                        | PlayStation 2                                                              |                                                 |
| 2006 | Killzone: Liberation            | PlayStation Portable                                                       |                                                 |
| 2009 | Killzone 2                      | PlayStation 3                                                              |                                                 |
| 2011 | Killzone 3                      | PlayStation 3                                                              |                                                 |
| 2013 | Killzone Shadow Fall            | PlayStation 4                                                              |                                                 |
| 2017 | Horizon Zero Dawn               | Windows, PlayStation 4, PlayStation 5                                      |                                                 |
| 2019 | Death Stranding                 | Windows, macOS, PlayStation 4, PlayStation 5, Xbox Series X/S, iOS, iPadOS | совместная разработка с Kojima Productions      |
| 2022 | Horizon Forbidden West          | Windows, PlayStation 4, PlayStation 5                                      |                                                 |
| 2023 | Horizon Call of the Mountain    | PlayStation 5 (PlayStation VR2)                                            | совместная разработка с Firesprite              |
| 2024 | Horizon Zero Dawn Remastered    | Windows, PlayStation 5                                                     | ремастеринг осуществлён студией Nixxes Software |
| 2024 | Lego Horizon Adventures         | Windows, PlayStation 5, Nintendo Switch                                    | совместная разработка с Studio Gobo             |
| 2025 | Death Stranding 2: On the Beach | PlayStation 5                                                              | совместная разработка с Kojima Productions      |
| TBA  | Horizon Online Project          | TBA                                                                        | [ 15 ]                                          |